# Abbás III.
Zillulláh Abú-l-Muzaffar Sultán Abbás Šáh, zkráceně Abbás III. (leden 1732 Isfahán – únor 1740 Sebzevár [v Chorásánu]), byl perský šáh z dynastie Safíovců vládnoucí v letech 1732–1736. Byl druhým synem šáha Tahmáspa II., jeho starší bratr Alkáz Mírzá zemřel před rokem 1732.
Teprve osmiměsíčního Abbáse dosadil na trůn vojevůdce Tahmáspkulí Chán z kmene Afšárů, když předtím zbavil moci jeho otce Tahmáspa II., syna Husajnova. Abbás, který nominálně panoval za regentství Tahmáspkulího Chána, byl sesazen již po necelých čtyřech letech, 8. března 1736, a jím v podstatě skončila vláda Safíovců v Persii. Nastala éra afšárovské dynastie, jejíž zakladatel – dosavadní regent – přijal jméno Nádir Šáh (1736–1747).
Svrženého Abbáse dal spolu s otcem zavraždit počátkem roku 1740 Nádirův syn Rezákulí, údajně z obav, aby přívrženci safíovské strany nevyužili jejich osoby při případném převratu.